# Joseph Daniel Böhm
Joseph Daniel Böhm (født 16. marts 1794 i Wallendorf, død 15. august 1865 i Wien) var en østrigsk billedhugger og medaljegravør, far til sir Joseph Boehm.
Böhm studerede i Italien, hvor han blev ven med Bertel Thorvaldsen, og senere blev han direktør for det kejserlige gravørakademi i Wien. Hans betydning som kunstner ligger ikke kun i hans mange medaljer og kaméer, men også i den indflydelse han havde på yngre kunstnere.